# Mîkolaiivka, Dnipro
Mîkolaiivka (în ucraineană Миколаївка) este o comună în raionul Dnipro, regiunea Dnipropetrovsk, Ucraina, formată numai din satul de reședință.

## Demografie
Componența lingvistică a satului Mîkolaiivka
     Ucraineană (87,99%)
     Rusă (11,65%)
     Alte limbi (0,35%)
Conform recensământului din 2001, majoritatea populației satului Mîkolaiivka era vorbitoare de ucraineană (87,99%), existând în minoritate și vorbitori de rusă (11,65%).